# 伊茹伊
伊茹伊是巴西南大河州的一个市镇。总面积689.124平方公里，总人口76761人，人口密度111.4人/平方公里。